# Andrea Cambiaso
Andrea Cambiaso (Genua, 20 februari 2000) is een Italiaans voetballer die bij voorkeur als linksback speelt. Hij tekende in 2022 voor Juventus. Cambiaso debuteerde in 2024 in het Italiaans voetbalelftal.

## Clubcarrière
Cambiaso werd geboren in Genua en voetbalde in de jeugd bij Genoa. Die club verhuurde hem aan Albissole, Savona, Alessandria en Empoli. Tijdens het seizoen 2021/12 speelde hij 26 competitieduels bij Genoa. Op 14 juli 2022 tekende Cambiaso een vijfjarig contract bij Juventus, dat 13,3 miljoen op tafel legde voor de vleugelverdediger. Hij werd eerst een seizoen uitgeleend aan Bologna. In het seizoen 2023/24 veroverde hij een basisplaats.

## Interlandcarrière
Cambiaso debuteerde op 21 maart 2024 voor Italië in een oefeninterland tegen Venezuela. Hij werd op 6 juni 2024 door bondscoach Luciano Spalletti opgenomen in de Italiaanse selectie voor het EK 2024 in Duitsland. Italië eindigde als tweede in een groep met Albanië, Spanje en Kroatië, waarna het in de achtste finales werd uitgeschakeld met een 2–0 nederlaag tegen Zwitserland. Cambiaso kwam enkel tegen Kroatië niet in actie.